# Dreikampf-Europameisterschaft 1986

Logo CEB (ausrichtender Verband)

Die Dreikampf-Europameisterschaft 1986 war das erste Turnier in dieser Disziplin des Karambolagebillards und fand vom 25. bis zum 27. April 1986 in Klarenbeek, einem Ortsteil von Apeldoorn im niederländischen Gelderland statt. Diese Mehrkampfmeisterschaft wird international auch Tritathlon genannt.

## Geschichte
Erster Sieger der Dreikampf-Europameisterschaft wurde der Italiener Marco Zanetti. Im Finale siegte er gegen den Belgier Peter Bracke mit 5:1 Matchpunkten. Platz drei ging an den Österreicher Franz Stenzel. Die besten Leistungen des Turniers erzielte aber der Luxemburger Fonsy Grethen, der gegen den deutschen Meister Thomas Wildförster den besten BVED erzielte, aber nur Vierter wurde. Wildförster, der bei der deutschen Meisterschaft sehr gute Leistungen zeigte, war im Turnier stark durch eine Entzündung des Ischiasnerv gehandicapt.

## Modus
Gespielt wurde in der Gruppenphase im Round Robin-Modus und in der Endrunde im Knock-out-Modus gespielt.
1. PP = Partiepunkte
2. MP = Matchpunkte
3. VGD = Verhältnismäßiger Generaldurchschnitt
4. BVED = Bester Einzel Verhältnismäßiger Durchschnitt

Der VGD (Verhältnismäßiger Generaldurchschnitt) wurde nach der portugiesischen Tabelle von 1977, die auch im Fünfkampf angewendet wird, berechnet.
In der Abschlusstabelle wurden die VGD's (PT-Punkte) der einzelnen Disziplinen addiert und durch drei geteilt.
Bei einem Unentschieden in der KO-Phase wurde eine Verlängerung gespielt. Die Disziplin wurde ausgelost.
Partiedistanzen:
Einband: Distanz 75 Punkte
Cadre 71/2: Distanz 125 Punkte
Dreiband: Distanz 25 Punkte

## Abschlusstabelle
| Legende | Legende                                       |
| --- | --------------------------------------------- |
| Abk. | Bedeutung                                     |
| Pkt. | erzielte Punkte                               |
| Aufn. | benötigte Aufnahmen                           |
| ED | Einzeldurchschnitt                            |
| GD | Generaldurchschnitt                           |
| VGD | Verhältnismässiger Generaldurchschnitt        |
| BMD | Bester Mannschaftsdurchschnitt                |
| BED | Bester Einzeldurchschnitt                     |
| BSD | Bester Satzdurchschnitt                       |
| BEVD | Bester Einzel Verhältnismässiger Durchschnitt |
| HS | Höchstserie                                   |
| MP | Match Points                                  |
| PP | Partie Punkte                                 |
| G-U-V | Gewonnen-Unentschieden-Verloren               |
| SV | Satzverhältnis                                |
| WRP | Weltranglistenpunkte                          |
| | 1. Platz (Gold)                               |
| | 2. Platz (Silber)                             |
| | 3. Platz (Bronze)                             |
| | Bester GD des Turniers/Runde                  |
| | Bester VGD des Turniers/Runde                 |
| | Bester ED des Turniers/Runde                  |
| | Bester BVGD des Turniers/Runde                |
| | Beste HS des Turniers/Runde                   |
| (Evtl. finden nicht alle Begriffe Anwendung oder einige sind nicht aufgeführt. Diese können in der Liste der Karambolage-Begriffe nachgesehen werden.) |                                               |

| Endklassement              | Endklassement      | Endklassement | Endklassement | Endklassement | Endklassement | Endklassement | Endklassement | Endklassement | Endklassement |
| Platz                      | Name               | MP            | PP            | PT-Punkte     | Diszipl.      | VGD           | BVED          |               |               |
| -------------------------- | ------------------ | ------------- | ------------- | ------------- | ------------- | ------------- | ------------- | ------------- | ------------- |
| 1                          | Marco Zanetti      | 12:0          | 28:8          | 316,57        | 3             | 105,52        | 192,02        |               |               |
| 2                          | Peter Bracke       | 9:3           | 19:17         | 255,90        | 3             | 85,30         | 170,11        |               |               |
| 3                          | Franz Stenzel      | 10:2          | 30:6          | 319,33        | 3             | 106,44        | 266,87        |               |               |
| 4                          | Fonsy Grethen      | 7:5           | 23:13         | 352,67        | 3             | 117,55        | 528,62        |               |               |
| 5                          | Karsten Lieberkind | 4:6           | 14:16         | 230,40        | 3             | 76,80         | 151,70        |               |               |
| 6                          | Harry van de Ven   | 2:8           | 10:20         | 253,58        | 3             | 84,52         | 209,87        |               |               |
| 7                          | Jan Arnouts        | 6:4           | 19:11         | 192,63        | 3             | 64,21         | 121,42        |               |               |
| 8                          | Christoph Pilss    | 4:6           | 12:18         | 124,53        | 3             | 41,51         | 74,01         |               |               |
| 9                          | Thomas Wildförster | 2:4           | 6:12          | 269,35        | 3             | 89,78         | 143,76        |               |               |
| 10                         | Javier Arenaza     | 0:6           | 5:13          | 172,06        | 3             | 57,35         | –             |               |               |
| 11                         | Marc Massé         | 0:6           | 2:16          | 120,20        | 3             | 40,06         | –             |               |               |
| 12                         | Soteris Psiskonis  | 0:6           | 0:18          | 44,32         | 3             | 14,77         | –             |               |               |
| Turnierdurchschnitt: 71,10 |                    |               |               |               |               |               |               |               |               |

## Gruppenphase
| 1 | Franz Stenzel      | 6:0 | 16:2 | 85,01 | 141,92 |
| 2 | Jan Arnouts        | 4:2 | 12:6 | 69,42 | 121,42 |
| 3 | Karsten Lieberkind | 2:4 | 8:10 | 73,05 | 109,84 |
| 4 | Soteris Psiskonis  | 0:6 | 0:18 | 14,77 | –      |

| 1 | Marco Zanetti    | 6:0 | 16:2 | 101,13 | 167,17 |
| 2 | Christoph Pilss  | 4:2 | 10:8 | 45,87  | 74,01  |
| 3 | Harry van de Ven | 2:4 | 8:10 | 107,88 | 209,87 |
| 4 | Marc Massé       | 0:6 | 2:16 | 40,06  | –      |

| 1 | Fonsy Grethen      | 5:1 | 13:5 | 128,74 | 528,62 |
| 2 | Peter Bracke       | 5:1 | 12:6 | 107,87 | 153,95 |
| 3 | Thomas Wildförster | 2:4 | 6:12 | 89,78  | 143,76 |
| 4 | Javier Arenaza     | 0:6 | 5:13 | 57,35  | –      |

## Disziplintabellen
| Platz                                  | Name               | MP   | Pkte. | Aufn. | GD   | BED   | HS | VGD    |
| -------------------------------------- | ------------------ | ---- | ----- | ----- | ---- | ----- | -- | ------ |
| 1                                      | Franz Stenzel      | 10:2 | 448   | 50    | 8,96 | 10,71 | 51 | 144,57 |
| 2                                      | Marco Zanetti      | 10:2 | 435   | 55    | 7,90 | 12,50 | 63 | 115,00 |
| 3                                      | Peter Bracke       | 9:3  | 422   | 57    | 7,40 | 12,50 | 47 | 102,50 |
| 4                                      | Fonsy Grethen      | 7:5  | 375   | 57    | 6,57 | 25,00 | 42 | 85,40  |
| 5                                      | Jan Arnouts        | 6:4  | 356   | 49    | 7,26 | 9,37  | 24 | 99,20  |
| 6                                      | Karsten Lieberkind | 6:4  | 340   | 52    | 6,53 | 7,50  | 50 | 84,60  |
| 7                                      | Harry van de Ven   | 4:6  | 328   | 44    | 7,45 | 15,00 | 53 | 103,75 |
| 8                                      | Christoph Pilss    | 2:8  | 260   | 58    | 4,48 | 5,35  | 28 | 54,00  |
| 9                                      | Thomas Wildförster | 2:4  | 147   | 19    | 7,73 | 8,33  | 40 | 110,75 |
| 10                                     | Marc Massé         | 0:6  | 129   | 27    | 4,77 | –     | 22 | 58,14  |
| 11                                     | Javier Arenaza     | 0:6  | 164   | 45    | 3,64 | –     | 15 | 40,66  |
| 12                                     | Soteris Psiskonis  | 0:6  | 71    | 29    | 2,44 | –     | 11 | 19,14  |
| Turnierdurchschnitt: 6,41 (VGD: 82,20) |                    |      |       |       |      |       |    |        |

| Platz                                   | Name               | MP   | Pkte. | Aufn. | GD    | BED    | HS  | VGD    |
| --------------------------------------- | ------------------ | ---- | ----- | ----- | ----- | ------ | --- | ------ |
| 1                                       | Franz Stenzel      | 11:1 | 750   | 36    | 20,83 | 62,50  | 114 | 59,43  |
| 2                                       | Fonsy Grethen      | 9:3  | 626   | 14    | 44,71 | 125,00 | 125 | 129,27 |
| 3                                       | Marco Zanetti      | 8:4  | 733   | 20    | 36,65 | 125,00 | 125 | 107,57 |
| 4                                       | Peter Bracke       | 5:7  | 628   | 22    | 28,54 | 62,50  | 104 | 84,40  |
| 5                                       | Christoph Pilss    | 6:4  | 437   | 27    | 16,18 | 41,66  | 110 | 43,93  |
| 6                                       | Jan Arnouts        | 5:5  | 491   | 28    | 17,53 | 31,25  | 78  | 48,43  |
| 7                                       | Harry van de Ven   | 4:6  | 453   | 20    | 22,65 | 41,66  | 114 | 65,50  |
| 8                                       | Karsten Lieberkind | 2:8  | 250   | 22    | 11,36 | 25,00  | 58  | 26,80  |
| 9                                       | Thomas Wildförster | 2:4  | 294   | 10    | 29,40 | 41,66  | 122 | 86,85  |
| 10                                      | Marc Massé         | 2:4  | 249   | 16    | 15,56 | 62,50  | 96  | 41,86  |
| 11                                      | Javier Arenaza     | 2:4  | 128   | 9     | 14,22 | 20,83  | 78  | 37,40  |
| 12                                      | Soteris Psiskonis  | 0:6  | 81    | 16    | 5,06  | –      | 32  | 10,12  |
| Turnierdurchschnitt: 21,33 (VGD: 61,10) |                    |      |       |       |       |        |     |        |

| Platz                                   | Name               | MP   | Pkte. | Aufn. | GD    | BED   | HS | VGD    |
| --------------------------------------- | ------------------ | ---- | ----- | ----- | ----- | ----- | -- | ------ |
| 1                                       | Marco Zanetti      | 10:2 | 132   | 140   | 0,942 | 1,136 | 7  | 94,00  |
| 2                                       | Franz Stenzel      | 9:3  | 146   | 145   | 1,006 | 2,083 | 6  | 115,33 |
| 3                                       | Fonsy Grethen      | 7:5  | 137   | 128   | 1,070 | 2,083 | 8  | 138,00 |
| 4                                       | Peter Bracke       | 5:7  | 114   | 133   | 0,857 | 1,470 | 4  | 69,00  |
| 5                                       | Jan Arnouts        | 8:2  | 121   | 156   | 0,775 | 1,000 | 6  | 45,00  |
| 6                                       | Karsten Lieberkind | 6:4  | 118   | 116   | 1,017 | 1,562 | 8  | 119,00 |
| 7                                       | Christoph Pilss    | 4:6  | 104   | 156   | 0,666 | 0,781 | 6  | 26,60  |
| 8                                       | Harry van de Ven   | 2:8  | 106   | 116   | 0,913 | 1,315 | 7  | 84,33  |
| 9                                       | Javier Arenaza     | 3:3  | 65    | 69    | 0,942 | 1,190 | 8  | 94,00  |
| 10                                      | Thomas Wildförster | 2:4  | 46    | 53    | 0,867 | 1,388 | 7  | 71,75  |
| 11                                      | Marc Massé         | 0:6  | 47    | 78    | 0,602 | –     | 4  | 20,20  |
| 12                                      | Soteris Psiskonis  | 0:6  | 40    | 76    | 0,526 | –     | 5  | 15,06  |
| Turnierdurchschnitt: 0,860 (VGD: 70,00) |                    |      |       |       |       |       |    |        |

## Viertelfinale
| Disziplin                                      | MP        | Pkte    | Aufn. | ED    | ED    |
| ---------------------------------------------- | --------- | ------- | ----- | ----- | ----- |
| Peter Bracke vs. Jan Arnouts 2:0 (39,14:59,32) |           |         |       |       |       |
| Einband                                        | 2:0       | 75:74   | 14    | 5,35  | 5,28  |
| Cadre 71/2                                     | 1:1       | 125:125 | 8     | 16,00 | 16    |
| Dreiband                                       | 0:2       | 13:25   | 29    | 0,448 | 0,862 |
| Entscheidung (Dreib.)                          | 3:3 / 2:0 | 5:1     | 4     | 1,250 | 0,250 |

| Name                                                 | MP  | Pkte  | Aufn. | ED    | ED    |
| ---------------------------------------------------- | --- | ----- | ----- | ----- | ----- |
| Fonsy Grethen vs. Christoph Pilss 2:0 (102,42:11,66) |     |       |       |       |       |
| Einband                                              | 2:0 | 75:34 | 13    | 5,76  | 2,61  |
| Cadre 71/2                                           | 2:0 | 125:6 | 3     | 41,66 | 2,00  |
| Dreiband                                             | 2:0 | 25:11 | 25    | 1,000 | 0,440 |
|                                                      | 6:0 |       |       |       |       |

| Name                                                 | MP  | Pkte   | Aufn. | ED    | ED    |
| ---------------------------------------------------- | --- | ------ | ----- | ----- | ----- |
| Franz Stenzel vs. Harry van de Ven 2:0 (87,95:45,12) |     |        |       |       |       |
| Einband                                              | 2:0 | 75:70  | 11    | 6,81  | 6,36  |
| Cadre 71/2                                           | 2:0 | 125:64 | 5     | 25,00 | 12,50 |
| Dreiband                                             | 2:0 | 25:16  | 26    | 0,961 | 0,615 |
|                                                      | 6:0 |        |       |       |       |

| Name                                                    | MP  | Pkte  | Aufn. | ED     | ED    |
| ------------------------------------------------------- | --- | ----- | ----- | ------ | ----- |
| Marco Zanetti vs. Karsten Lieberkind 2:0 (192,02:44,98) |     |       |       |        |       |
| Einband                                                 | 0:2 | 60:75 | 13    | 4,61   | 5,76  |
| Cadre 71/2                                              | 2:0 | 125:4 | 1     | 125,00 | 4,00  |
| Dreiband                                                | 2:0 | 25:22 | 27    | 0,925  | 0,814 |
|                                                         | 4:2 |       |       |        |       |

## Halbfinale
| Disziplin                                          | MP        | Pkte  | Aufn. | ED    | ED     |
| -------------------------------------------------- | --------- | ----- | ----- | ----- | ------ |
| Peter Bracke vs. Fonsy Grethen 2:0 (170,11:226,59) |           |       |       |       |        |
| Einband                                            | 1:1       | 75:75 | 7     | 10,71 | 10,71  |
| Cadre 71/2                                         | 0:2       | 8:125 | 1     | 8,00  | 125,00 |
| Dreiband                                           | 2:0       | 25:13 | 17    | 1,470 | 0,746  |
| Entscheidung (71/2)                                | 3:3 / 2:0 | 15:8  | 4     | 3,750 | 2,000  |

| Name                                                | MP        | Pkte    | Aufn. | ED    | ED    |
| --------------------------------------------------- | --------- | ------- | ----- | ----- | ----- |
| Marco Zanetti vs. Franz Stenzel 2:0 (110,38:266,87) |           |         |       |       |       |
| Einband                                             | 2:0       | 75:73   | 6     | 12,50 | 12,16 |
| Cadre 71/2                                          | 1:1       | 125:125 | 6     | 20,83 | 20,83 |
| Dreiband                                            | 0:2       | 7:25    | 12    | 0,583 | 2,083 |
| Entscheidung (Dreib.)                               | 3:3 / 2:0 | 5:2     | 2     | 2,500 | 1,000 |

## Platzierungsspiele
| Disziplin                                         | MP  | Pkte   | Aufn. | ED    | ED    |
| ------------------------------------------------- | --- | ------ | ----- | ----- | ----- |
| Jan Arnouts vs. Christoph Pilss 2:0 (71,04:65,30) |     |        |       |       |       |
| Einband                                           | 2:0 | 75:32  | 8     | 9,37  | 4,00  |
| Cadre 71/2                                        | 0:2 | 26:125 | 3     | 8,66  | 41,66 |
| Dreiband                                          | 2:0 | 25:23  | 34    | 0,735 | 0,676 |
|                                                   |     | 4:2    |       |       |       |

| Name                                                        | MP  | Pkte   | Aufn. | ED    | ED    |
| ----------------------------------------------------------- | --- | ------ | ----- | ----- | ----- |
| Karsten Lieberkind vs. Harry van de Ven 2:0 (151,70:130,26) |     |        |       |       |       |
| Einband                                                     | 2:0 | 75:35  | 10    | 7,50  | 3,50  |
| Cadre 71/2                                                  | 0:2 | 29:125 | 3     | 9,66  | 41,66 |
| Dreiband                                                    | 2:0 | 25:21  | 16    | 1,562 | 1,312 |
|                                                             | 4:2 |        |       |       |       |

| Name                                               | MP  | Pkte  | Aufn. | ED    | ED    |
| -------------------------------------------------- | --- | ----- | ----- | ----- | ----- |
| Franz Stenzel vs. Fonsy Grethen 2:0 (167,17:79,80) |     |       |       |       |       |
| Einband                                            | 2:0 | 75:56 | 8     | 9,37  | 7,00  |
| Cadre 71/2                                         | 2:0 | 125:1 | 2     | 62,50 | 0,50  |
| Dreiband                                           | 1:1 | 25:25 | 23    | 1,086 | 1,086 |
|                                                    | 5:1 |       |       |       |       |

| Name                                              | MP  | Pkte    | Aufn. | ED    | ED    |
| ------------------------------------------------- | --- | ------- | ----- | ----- | ----- |
| Marco Zanetti vs. Peter Bracke 2:0 (188,22:99,95) |     |         |       |       |       |
| Einband                                           | 2:0 | 75:47   | 7     | 10,71 | 6,71  |
| Cadre 71/2                                        | 1:1 | 125:125 | 2     | 62,50 | 62,50 |
| Dreiband                                          | 2:0 | 25:11   | 22    | 1,136 | 0,500 |
|                                                   | 5:1 |         |       |       |       |